# Naar man kun er ung
Når man kun er ung er en dansk film fra 1943, instrueret af Bjarne Henning-Jensen, der også har skrevet manuskriptet med sin kone Astrid Henning-Jensen. Filmen indeholder en hverdagsskildring af et ungt kunstnerklima.

## Handling
Maleren Professor Bang har taget ferieophold i en af Danmarks skønneste egne. Under temmelig dramatiske omstændigheder stifter han en dag bekendtskab med den unge gårdmandssøn Peter West, der til professorens overraskelse viser sig at være en fortræffelig maler, et virkeligt naturtalent. Bang vil gerne gøre noget for den unge mand og foreslår ham at komme ind på hans malerskole i København for at lære noget mere. Peter er henrykt, men hans far vil ikke høre tale om det. Hans søn er først og fremmest landmand.

## Medvirkende
- Ingeborg Brams, Susan Høyer
- Edvin Tiemroth, Peter West
- John Price, Ole Lund, Komponist
- Grethe Holmer, Rimonde, Model
- Mogens Davidsen, Mik, Kunstmaler
- Elith Pio, Professor Bang
- Lisbeth Movin, Aase, Malerelev
- Valdemar Møller, Direktør Høyer
- Charles Wilken, "Luffe" Ludvigsen, Kunsthandler
- Karl Jørgensen, Gaardejer West, Peters Far
- Anna Henriques-Nielsen, Fru West, Peters Mor
- Bjarne Forchhammer, Landsretssagfører Wilsen
- Asbjørn Andersen, Redaktionssekretæren
- Elna Panduro, "Nille", Værtinde i "Hos Nille"
- Jørgen Rahr
- Preben Kaas